# Монте Санта Мария Тиберина
Мон̀нте Са̀нта Марѝя Тиберѝна (на италиански: Monte Santa Maria Tiberina) е село и община в Централна Италия, провинция Перуджа, регион Умбрия. Разположено е на 688 m надморска височина. Населението на общината е 1215 души (към 2010 г.).
До 1927 г. общината е част от провинция Арецо, регион Тоскана, когато участва в провинция Перуджа.